# Списак генерала и адмирала Војске Југославије и СЦГ: Н, О и П
Списак особа које су у имале генералске и адмиралске чинове у Војсци Југославије (ВЈ) и Војсци Србије и Црне Горе (ВСЦГ) чије презиме почиње на слова Н, О и П, за остале генерале и адмирале погледајте Списак генерала и адмирала Војске Југославије и СЦГ.
напомена: Генералски, односно адмиралски чинови у ВЈ су били — генерал-армије (адмирал флоте), генерал-пуковник (адмирал), генерал-потпуковник (вице-адмирал) и генерал-мајор (контра-адмирал).

### Н
- Милан Недељковић (1938), генерал-мајор. Активна служба у ВЈ престала му је 1994. године.
- Предраг Нешовић (1932—2014), генерал-мајор авијације. Активна служба у ВЈ престала му је 1992. године.
- Јово Никић (1936), генерал-мајор. Активна служба у ВЈ престала му је 1992. године.
- Михајло Николић Кајле (1911—1999), генерал-мајор авијације у резерви. Активан и демобилисан у ВЈ 1999.
- Негосав Николић (1947—2006), генерал-потпуковник. Активна служба у ВЈ престала му је 2002. године.
- Слободан Николић (1945), генерал-мајор. Активна служба у ВЈ престала му је 2001. године.
- Стаменко Николић (1948—2019), генерал-потпуковник. Активна служба у ВЈ престала му је 2002. године.
- Мирко Николовски (1938), генерал-мајор. Активна служба у ВЈ престала му је 1992. године.
- Миле Новаковић (1950—2015), генерал-потпуковник. Активна служба у ВЈ престала му је 1994. године.
- Владе Нонковић (1943—2020), вице-адмирал. Активна служба у ВЈ престала му је 2001. године.

### О
- Томислав Обрадов (1943—2014), генерал-потпуковник. Активна служба у ВЈ престала му је 2001. године.
- Бранислав Обрадовић (1950), генерал-потпуковник. Активна служба у ВЈ престала му је 2002. године.
- Вук М. Обрадовић (1937—2005), генерал-мајор. Активна служба у ВЈ престала му је 1996. године.
- Милорад М. Обрадовић (1941), генерал-мајор. Активна служба у ВЈ престала му је 1995. године.
- Милорад Н. Обрадовић (1942), генерал-пуковник. Активна служба у ВЈ престала му је 2001. године.
- Милош Ј. Обрадовић (1951), генерал-мајор. Активна служба у ВЈ престала му је 1994. године, реактивиран 2001. и поново демобилисан 2003. године.
- Саво Обрадовић (1942), генерал-потпуковник. Активна служба у ВЈ престала му је 1999. године.
- Светомир Обренчевић (1939—2023), генерал-мајор. Активна служба у ВЈ престала му је 2000. године.
- Драгољуб Ојданић (1941—2020), генерал-армије. Активна служба у ВЈ престала му је 2000. године.
- Властимир Остојић (1943—2021), генерал-мајор. Активна служба у ВЈ престала му је 2000. године.

### П
- Небојша Павковић (1946), генерал-пуковник. Активна служба у ВЈ престала му је 2002. године.
- Јован Павлов (1935), генерал-мајор. Активна служба у ВЈ престала му је 1992. године.
- Миливоје Павловић (1949), вице-адмирал. Активна служба у ВСЦГ престала му је 2005. године.
- Милоје Павловић (1948—2023), генерал-мајор. Активна служба у ВЈ престала му је 1994. године.
- Радисав Пајковић (1932—2019), генерал-потпуковник. Активна служба у ВЈ престала му је 1992. године.
- Живота Панић (1933—2003), генерал-пуковник. Активна служба у ВЈ престала му је 1993. године.
- Миодраг Панић (1949), генерал-потпуковник. Активна служба у ВЈ престала му је 2002. године.
- Бранислав Пантелић (1934—2020), генерал-мајор. Активна служба у ВЈ престала му је 1999. године.
- Видоје Пантелић (1944), генерал-пуковник. Активна служба у ВЈ престала му је 2001. године.
- Радослав Панџић (1944), генерал-мајор авијације. Активна служба у ВЈ престала му је 2003. године.
- Драган Паскаш (1951), генерал-потпуковник. Активна служба у ВСЦГ престала му је 2005. године.
- др Владимир Пејак (1951), санитетски генерал-мајор. Активна служба у ВСЦГ престала му је 2006. године.
- Гавро Перазић (1923—2004), генерал-мајор. Активан и демобилисан у ВЈ 1999—2000.
- Милорад Перић (1950), генерал-мајор. Активна служба у ВСЦГ престала му је 2006. године.
- Станимир Перић (1936), генерал-мајор. Активна служба у ВЈ престала му је 1993. године.
- Драгољуб Перишић (1939—2016), генерал-мајор. Активна служба у ВЈ престала му је 1994. године.
- Момчило Перишић (1944), генерал-пуковник. Активна служба у ВЈ престала му је 1999. године.
- Бранко Петковић (1943—2025) генерал-мајор.
- Слободан Петковић (1947), генерал-мајор. Активна служба у ВЈ престала му је 2002. године.
- Тодор Петковић (1947), генерал-мајор. Активна служба у ВЈ престала му је 2003. године.
- Бранислав Петровић (1947—2010), генерал-потпуковник. Активна служба у ВЈ престала му је 2003. године.
- Мато Пехар (1938), генерал-мајор. Активна служба у ВЈ престала му је 1992. године.
- Божимир Пилчевић (1952), генерал-мајор. Активна служба у ВСЦГ престала му је 2006. године.
- Драго Пиповић (1933—2000), генерал-мајор. Активна служба у ВЈ престала му је 1992. године.
- Раде Полић (1934), генерал-пуковник. Активна служба у ВЈ престала му је 1994. године.
- Здравко Понош (1962), генерал-мајор. После нестанка ВЈ, јуна 2006. војну каријеру наставио у Војсци Србије. Демобилисан је 2009. године.
- Јован Поповић (1936), контра-адмирал. Активна служба у ВЈ престала му је 1992. године.
- Добрашин Прашчевић (1937—2025), генерал-потпуковник. Активна служба у ВЈ престала му је 1996. године.
- Милорад Прелевић (1932—2007), генерал-мајор у резерви. Активан и демобилисан у ВЈ 1999.
- Момчило Прстојевић (1949), генерал-мајор. Активна служба у ВЈ престала му је 2003. године.
- Сава Пустиња (1936—2023), генерал-потпуковник. Активна служба у ВЈ престала му је 1996. године.